# Amberre
Amberre ist eine französische Gemeinde mit 565 Einwohnern (Stand: 1. Januar 2022) im Nordwesten des Départements Vienne. Die Einwohner werden Amberrois genannt.
Nachbargemeinden von Amberre sind Chouppes im Norden, Mirebeau im Nordosten, Varennes im Osten, Blaslay im Südosten, Champigny en Rochereau im Süden und Cuhon im Westen.

## Bevölkerungsentwicklung
| Jahr                      | 1962 | 1968 | 1975 | 1982 | 1990 | 1999 | 2006 | 2014 |
| ------------------------- | ---- | ---- | ---- | ---- | ---- | ---- | ---- | ---- |
| Einwohner                 | 451  | 423  | 374  | 379  | 370  | 424  | 470  | 565  |
| Quelle: Cassini und INSEE |      |      |      |      |      |      |      |      |

## Sehenswürdigkeiten
- Kirche Saint-Pierre d’Amberre aus dem 19. Jahrhundert
- Kirche Saint-Martin de Bournezeau aus dem 12. Jahrhundert, erneuert im 16. Jahrhundert, seit 1932 als Monument historique anerkannt

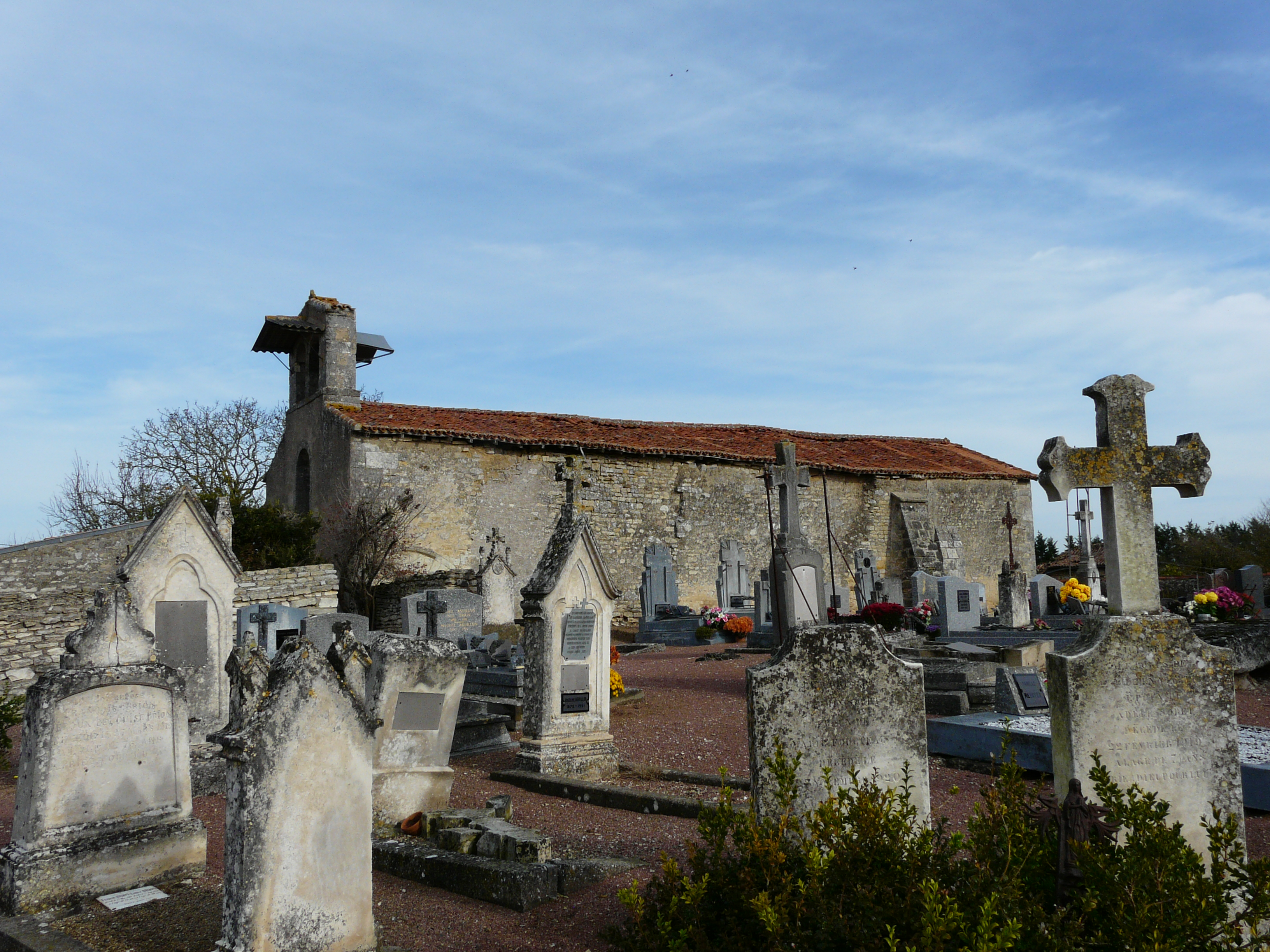
Kirche Saint-Martin

- Pfarrhaus aus dem 17. Jahrhundert